# Aleurotrachelus minimus
Aleurotrachelus minimus là một loài côn trùng cánh nửa trong họ Aleyrodidae, phân họ Aleyrodinae.
Aleurotrachelus minimus được Young miêu tả khoa học đầu tiên năm 1944.